# تاريخ فرسان الهيكل
كان الجنود الفقراء للمسيح ومعبد سليمان، أو كما عرفوا بإسم فرسان الهيكل، منظمة عسكرية مسيحية تأسست حوالي عام 1120.

## الحروب الصليبية وفرسان الهيكل
كان فرسان الهيكل قوة قتالية نخبوية في عصرهم، عالية التدريب، مجهزة تجهيزًا جيدًا، وذات دافعية عالية؛ وكان من مبادئ نظامهم الديني منعهم من التراجع في المعركة، إلا إذا تفوق عليهم العدو عدديًا بثلاثة إلى واحد، وحتى في هذه الحالة يتم التراجع فقط بأمر من قائدهم، أو إذا تم إنزال علم الهيكل. لم يكن جميع فرسان الهيكل محاربين. كانت مهمة معظم الأعضاء هي الدعم - الحصول على الموارد التي يمكن استخدامها لتمويل وتجهيز النسبة الصغيرة من الأعضاء الذين كانوا يقاتلون في الخطوط الأمامية. كانت هناك في الواقع ثلاث فئات داخل التنظيم. أعلى فئة هي الفارس. عندما يُقسم المرشح للانضمام إلى التنظيم، يُمنح الفارس رتبة راهب. كانوا يرتدون أردية بيضاء. لم يُسمح للفرسان بامتلاك أي ممتلكات أو تلقي أي رسائل خاصة. لم يُسمح لهم بالزواج أو الخطوبة أو أخذ أي نذر في أي تنظيم آخر. لم يُسمح لهم بتحمل ديون تزيد عن قدرتهم على السداد، أو بحالات مرضية. كانت فئة كهنة الهيكل مماثلة للقسيس العسكري في العصر الحديث. كانوا يرتدون أردية خضراء، ويؤدون الشعائر الدينية، ويؤمون الصلوات، ويُكلفون بحفظ السجلات وكتابة الرسائل. كانوا يرتدون القفازات دائمًا، إلا في حالة تقديم القربان المقدس. مثّل الفرسان المسلحون الطبقة الأكثر شيوعًا، وكان يُطلق عليهم "الإخوة". كان يُخصص لكل منهم عادةً حصانان، ويشغلون مهام عديدة، بما في ذلك الحراسة، والخدمة، والإقطاعية، أو وظائف الدعم الأخرى. بصفتهم طاقم الدعم الرئيسي، كانوا يرتدون أردية سوداء أو بنية اللون، ويرتدون جزئيًا دروعًا بريدية أو صفائحية. لم تكن الدروع مكتملة كدروع الفرسان. وبفضل هذه البنية التحتية، كان المحاربون مدربين تدريبًا جيدًا ومسلحين بشكل ممتاز. حتى خيولهم كانت مدربة على القتال، ومدرعة بالكامل. كان الجمع بين الجندي والراهب أيضًا مزيجًا قويًا، فبالنسبة لفرسان الهيكل، كان الاستشهاد في المعركة من أروع طرق الموت.
كان فرسان الهيكل أيضًا من التكتيكيين الماهرين، مقتنعين برؤية القديس برنارد الذي أعلن أن القوة الصغيرة، في ظل الظروف المناسبة، يمكن أن تهزم عدوًا أكبر بكثير. كانت إحدى المعارك الرئيسية التي تم فيها إثبات ذلك في عام 1177، في معركة تل الجزر. كان القائد العسكري المسلم الشهير صلاح الدين الأيوبي يحاول التقدم نحو القدس من الجنوب، بقوة قوامها 26000 جندي. حاصر قوات ملك مملكة بيت المقدس بلدوين الرابع البالغة حوالي 500 فارس وأنصارهم، بالقرب من الساحل، في عسقلان. حاول ثمانون فارسًا من فرسان الهيكل وحاشيتهم التعزيز. التقوا بقوات صلاح الدين في غزة، لكنهم اعتبروا قوة صغيرة جدًا بحيث لا تستحق القتال، لذلك أدار صلاح الدين ظهره لهم وتوجه بجيشه نحو القدس.
بمجرد أن انطلق صلاح الدين وجيشه، تمكن فرسان الهيكل من الانضمام إلى قوات الملك بلدوين، وتقدموا معًا شمالًا على طول الساحل. ارتكب صلاح الدين خطأً فادحًا في تلك المرحلة - فبدلاً من الحفاظ على تماسك قواته، سمح لجيشه بالانتشار مؤقتًا ونهب قرى مختلفة في طريقه إلى القدس. استغل فرسان الهيكل حالة التأهب المتدنية هذه لشن كمين مفاجئ ضد صلاح الدين وحرسه الشخصي مباشرة، في تل الجزر بالقرب من الرملة. كان جيش صلاح الدين منتشرًا بشكل ضعيف للغاية بحيث لم يتمكن من الدفاع عن نفسه بشكل كافٍ، واضطر هو وقواته إلى خوض معركة خاسرة وهم يتراجعون جنوبًا، وانتهى بهم الأمر بعُشر عددهم الأصلي فقط. لم تكن المعركة الأخيرة مع صلاح الدين، لكنها جلبت عامًا من السلام لمملكة بيت المقدس، وأصبح النصر أسطورة بطولية.
كانت من بين التكتيكات الرئيسية الأخرى لفرسان الهيكل هي "هجوم السرب". كانت مجموعة صغيرة من الفرسان مع خيولهم المدججة بالسلاح تتجمع في وحدة محكمة، تنطلق بأقصى سرعة نحو خطوط العدو، بعزيمة وقوة إرادة تُبين بوضوح أنهم يفضلون الانتحار أو الموت على التراجع. وكثيرًا ما كان هذا الهجوم السريع يُفضي إلى إحداث ثغرة في خطوط العدو، مما يمنح القوات الصليبية الأخرى أفضلية.
كان فرسان الهيكل، على الرغم من صغر عددهم نسبيًا، ينضمون بشكل روتيني إلى جيوش أخرى في المعارك الرئيسية. كانوا القوة التي تخترق خطوط العدو الأمامية في بداية المعركة، أو المقاتلين الذين يحمون الجيش من الخلف. قاتلوا إلى جانب الملك لويس السابع ملك فرنسا، والملك ريتشارد الأول ملك إنجلترا. بالإضافة إلى المعارك في فلسطين، قاتل أعضاء التنظيم أيضًا في معارك سقوط الأندلس، مثل حصار تومار في عام 1190.